# Dolna Banya (obchtina)
La commune de Dolna Banya (bulgare : Долна баня) est une commune de l'oblast de Sofia en Bulgarie.

## Galerie

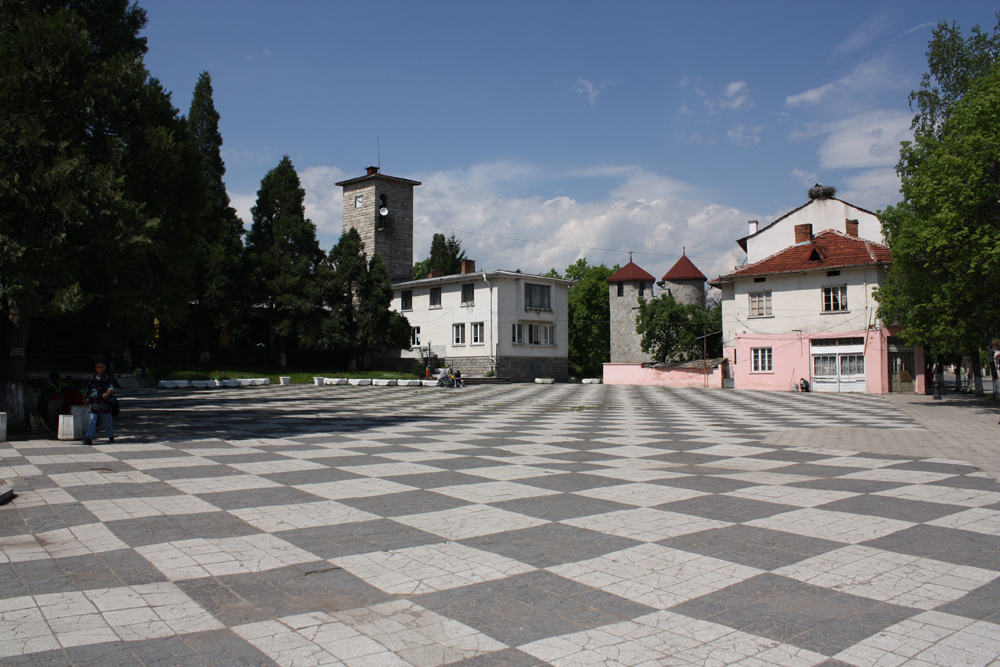
La place centrale de Dolna Banya avec la tour de l'horloge